# إسفندي (مقاطعة فارياب)
إسفندي (بالفارسية: موتور اسفندی حور) هي مستوطنة تقع في البلدة المركزية في إيران. يقدر عدد سكانها بـ 176 نسمة بحسب إحصاء 2016.